# Don't Stop Dancing
"Don't Stop Dancing" é uma canção da banda americana Creed, do seu terceiro álbum, Weathered (2001). A canção apresenta a irmã do vocalista Scott Stapp, Aimee Stapp, no backing vocal e a participação do coral Tallahassee Boys' cantando ao fundo.

## Clipe Musical
O clipe foi mais uma vez dirigido por Dave Meyers e co-dirigido pelo próprio Scott Stapp. Foi filmado em uma das antigas igrejas em Hoboken, Nova Jersey, em 28 e 29 de julho de 2002. O vídeo conta ainda com participações curtas do filho de Scott, Jagger, e da irmã de Scott, Aimee.

## Desempenho nas paradas
| País/Parada (2003)                      | Melhor posição |
| --------------------------------------- | -------------- |
| Austrália (ARIA)                        | 48             |
| Canadá (Digital Songs Sales)            | 12             |
| Estados Unidos (Billboard Adult Top 40) | 24             |